# Cyclophora subochreata
Cyclophora subochreata är en fjärilsart som beskrevs av Woodforde 1910. Cyclophora subochreata ingår i släktet Cyclophora och familjen mätare. Inga underarter finns listade i Catalogue of Life.